# Ruth Fincher
Pour les articles homonymes, voir Fincher.
Ruth Beatrice Fincher, née le 27 mars 1951 à Boort, est une géographe australienne de référence dans le domaine de la géographie féministe et de la géographie urbaine. Elle est professeure émérite de géographie à l'université de Melbourne.

## Biographie
Ruth Fincher naît le 27 mars 1951 à Boort dans l'ouest de l’État de Victoria, en Australie, de parents enseignants du secondaire. La famille déménage ensuite à Terang, Coleraine, Moonee Ponds et à Mildura. Elle termine ses études au lycée universitaire de Melbourne (en). Elle obtient son diplôme de premier cycle en géographie avec mention à l'université de Melbourne en 1972. Elle poursuit son cursus en maîtrise de géographie à l'université McMaster en Ontario (Canada) puis en doctorat à la Graduate School of Geography de l'université Clark, Massachusetts, États-Unis qu'elle obtient en 1979. Sa thèse s'intitule « L'État local et l'environnement bâti urbain : le cas de Boston dans le capitalisme tardif ». 
Elle enseigne la géographie à l'université McGill et à l'université McMaster avant de rejoindre l'université de Melbourne en 1985. Au début des années 1990, elle est détachée en tant que directrice de la recherche au Bureau of Immigration Research du gouvernement fédéral. À l'université de Melbourne, elle est directrice du Australia Centre, doyenne de la Faculté d'architecture, de construction et d'urbanisme (2003-2006) et professeure d'urbanisme (1997-2006), avant de devenir présidente de la Foundation Chair of Geography en 2006. De 2012 à 2014, elle est présidente du Conseil académique de l'université.
Ancienne membre des comités exécutifs de l'Union géographique internationale et du Conseil international des sciences sociales, Ruth Fincher est désormais professeure émérite à l'université de Melbourne.

## Contributions
Ruth Fincher est spécialiste de l'analyse de l'ethnicité et du genre dans l'environnement urbain bâti et dans l'interaction entre les institutions de l'État et le public. Ses travaux de recherche et ses enseignements portent sur l'immigration, le multiculturalisme et la diversité dans les zones urbaines . Elle s'intéresse plus largement aux inégalités et aux différences sociales dans l'environnement urbain et entre les villes.
Elle travaille également sur l'adaptation au changement climatique et notamment sur les attitudes du public face à l'élévation du niveau de la mer à Gippsland, Victoria.
Ces expériences portent également dans les approches interdisciplinaires et interrégionales dans la prise de décision au sein de comités scientifiques internationaux.

## Récompenses
- 2014 : Membre (AM) de la Division générale de l'Ordre d'Australie pour « services importants à l'éducation, en particulier pour la géographie et les études urbaines, et les associations géographiques internationales ».
- 2009 : Distinguished Fellow de l'Institut des géographes australiens[6].
- 2002 : Membre élue de l'Académie australienne des sciences sociales[4].

## Publications principales
- Fincher, RB, K. Iveson, H. Leitner et V. Preston. 2019. Everyday Equalities: Making Multicultures in Settler Colonial Cities. Minnesota University Press.
- Gibson, K., D. Bird Rose et RB Fincher (éd.). 2015. Manifeste pour vivre dans l'anthropocène . Brooklyn, NY : Punctum Books.
- Fincher RB, J. Barnett, S. Graham, A. Hurlimann 2014. Time stories: Making sense of futures in anticipation of sea-level rise. Geoforum. 56:201–210.

- Fincher, RB et Iveson, K. 2008. Planning and Diversity in the City: Redistribution, Recognition and Encounter. London: Palgrave Macmillan.  (ISBN 978-1403938107)
- Fincher RB et Saunders P. (éd.). 2001. Creating Unequal Futures Rethinking Inequality, Poverty and Disadvantage. Sydney: Allen and Unwin.

- Fincher, RB 2004. "Gender and life course in the narratives of Melbourne's high‐rise housing developers". Australian Geographical Studies, 42(3): 325-338.
- Fincher, RB, & Panelli, R. 2001. "Making space: women's urban and rural activism and the Australian state". Gender, Place and Culture: A Journal of Feminist Geography 8(2): 129-148.
- Fincher, RB, & Jacobs, JM (Eds.). 1998. Cities of difference. Guildford Press.
- Fincher, RB et J. Nieuwenhuysen. 1998. Australian Poverty: Then and Now Melbourne: Melbourne University Press.